# Vstup Polska do Evropské unie
K vstupu Polska do Evropské unie došlo dne 1. května 2004. Šlo o dosud největší rozšíření Evropské unie, kdy k ní přistoupilo též Česko, Estonsko, Kypr, Litva, Lotyšsko, Maďarsko, Malta, Slovensko a Slovinsko.
Vstupu Polska do EU předcházelo referendum, v kterém se 58,9 % obyvatel vyslovilo 77,6% většinou pro vstup.